# Respublika–Ata Zjurt
Respublika–Ata Zjurt (kirgiziska: Республика–Ата Журт) är ett politiskt parti i Kirgizistan. Partiet kom till då de två partierna Respublika och Ata Zjurt förenades 2014. Året därefter lierade Reformpartiet sig med Respublika–Ata Zjurt. Sedan valet 2015 har partiet varit Kirgizistans största oppositionsparti.
Partiet har en aktiv ungdomsorganisation.